# Llista de topònims de les Borges del Camp
Llista de topònims (noms propis de lloc) del municipi de les Borges del Camp, al Baix Camp
Informació actualitzada per un bot. Els canvis manuals es perdran quan s'actualitzi!

## casa
| imatge | Nom        | Ubicat a            | instància de | Detalls                             | coordenades                                                                              | Protecció                                  | Commons (més fotos)           | Dades a WD                    |
| ------ | ---------- | ------------------- | ------------ | ----------------------------------- | ---------------------------------------------------------------------------------------- | ------------------------------------------ | ----------------------------- | ----------------------------- |
|        | Cal Dasca  | les Borges del Camp | casa         | Estil: arquitectura popular         | 41° 10′ 17″ N, 1° 01′ 15″ E / 41.1713°N,1.02084°E                                        | bé integrant del patrimoni cultural català | Cal Dasca                     | Modifica les dades a Wikidata |
|        | Cal Noi    | les Borges del Camp | casa         | Estil: arquitectura popular         | 41° 10′ 23″ N, 1° 01′ 09″ E / 41.173002°N,1.019187°E                                     | bé integrant del patrimoni cultural català | Cal Noi (Les Borges del Camp) | Modifica les dades a Wikidata |
|        | Torre Sans | les Borges del Camp | casa         | Estil: arquitectura modernista 1911 | 41° 10′ 10″ N, 1° 01′ 18″ E / 41.169424°N,1.021602°E ca:avinguda Magdalena Martorell, 98 | bé cultural d'interès local                | Torre Sans                    | Modifica les dades a Wikidata |

## església
| imatge | Nom                                         | Ubicat a            | instància de    | Detalls                                                                      | coordenades                                                                   | Protecció                   | Commons (més fotos)                         | Dades a WD                    |
| ------ | ------------------------------------------- | ------------------- | --------------- | ---------------------------------------------------------------------------- | ----------------------------------------------------------------------------- | --------------------------- | ------------------------------------------- | ----------------------------- |
|        | Mare de Déu de la Riera                     | les Borges del Camp | església ermita | Arquitecte: Francesc Berenguer i Mestres Estil: arquitectura modernista 1904 | 41° 10′ 31″ N, 1° 00′ 37″ E / 41.175139°N,1.010278°E ca:Camí de la Riera, s/n | bé cultural d'interès local | Mare de Déu de la Riera                     | Modifica les dades a Wikidata |
|        | Santa Maria Assumpta de les Borges del Camp | les Borges del Camp | església        | Estil: barroc                                                                | 41° 10′ 20″ N, 1° 01′ 10″ E / 41.1722°N,1.019384°E                            | bé cultural d'interès local | Santa Maria Assumpta de les Borges del Camp | Modifica les dades a Wikidata |

## masia
| imatge | Nom               | Ubicat a            | instància de | Detalls                       | coordenades                                                        | Protecció                                  | Commons (més fotos) | Dades a WD                    |
| ------ | ----------------- | ------------------- | ------------ | ----------------------------- | ------------------------------------------------------------------ | ------------------------------------------ | ------------------- | ----------------------------- |
|        | Mas d'en Comte    | les Borges del Camp | masia        | Estil: arquitectura eclèctica | 41° 11′ 12″ N, 1° 00′ 11″ E / 41.1867°N,1.00318°E                  | bé cultural d'interès local                | Mas d'en Comte      | Modifica les dades a Wikidata |
|        | Mas d'en Figueres | les Borges del Camp | masia        |                               | 41° 10′ 05″ N, 1° 00′ 55″ E / 41.168129735601°N,1.01528741077595°E |                                            |                     | Modifica les dades a Wikidata |
|        | Mas del Llibreter | les Borges del Camp | masia        | Estil: arquitectura popular   | 41° 09′ 38″ N, 1° 01′ 22″ E / 41.16052°N,1.02283°E                 | bé integrant del patrimoni cultural català | Mas del Llibreter   | Modifica les dades a Wikidata |

## polígon industrial
| imatge | Nom                           | Ubicat a            | instància de       | Detalls | coordenades                                                         | Protecció | Commons (més fotos) | Dades a WD                    |
| ------ | ----------------------------- | ------------------- | ------------------ | ------- | ------------------------------------------------------------------- | --------- | ------------------- | ----------------------------- |
|        | Polígon industrial Borges I   | les Borges del Camp | polígon industrial |         | 41° 09′ 58″ N, 1° 01′ 25″ E / 41.1661004912236°N,1.02351345603175°E |           |                     | Modifica les dades a Wikidata |
|        | Polígon industrial Les Borges | les Borges del Camp | polígon industrial |         | 41° 09′ 55″ N, 1° 01′ 28″ E / 41.1652951568146°N,1.02434817384477°E |           |                     | Modifica les dades a Wikidata |

## Misc
| imatge | Nom                                                | Ubicat a                                                                | instància de                                   | Detalls                                                 | coordenades | Protecció                                  | Commons (més fotos)                     | Dades a WD                    |
| ------ | -------------------------------------------------- | ----------------------------------------------------------------------- | ---------------------------------------------- | ------------------------------------------------------- | --- | ------------------------------------------ | --------------------------------------- | ----------------------------- |
|        | Centre històric de les Borges del Camp             | les Borges del Camp                                                     | centre històric                                | Estil: arquitectura popular                             | 41° 10′ 19″ N, 1° 01′ 12″ E / 41.172082°N,1.020014°E                                                              | bé cultural d'interès local                | Centre històric de les Borges del Camp  | Modifica les dades a Wikidata |
|        | Dipòsits d'aigua de les Borges del Camp            | les Borges del Camp                                                     | edifici                                        | Estil: arquitectura popular                             | 41° 10′ 01″ N, 1° 01′ 26″ E / 41.166846°N,1.023962°E                                                              | bé cultural d'interès local                | Dipòsits d'aigua de les Borges del Camp | Modifica les dades a Wikidata |
|        | Estació de les Borges del Camp                     | les Borges del Camp                                                     | estació de ferrocarril edifici                 |                                                         | 41° 09′ 59″ N, 1° 01′ 20″ E / 41.166472222222225°N,1.022138888888889°E                                            |                                            | Les Borges del Camp train station       | Modifica les dades a Wikidata |
|        | Monument als donants de sang a Les Borges del Camp | les Borges del Camp                                                     | monument                                       | 2003-11-09 Anomenat per: donant de sang                 | 41° 10′ 23″ N, 1° 01′ 17″ E / 41.172916666666666°N,1.0213166666666669°E                                           |                                            |                                         | Modifica les dades a Wikidata |
|        | Pont de Ferro                                      | les Borges del Camp                                                     | pont                                           | Estil: arquitectura del ferro Travessa: línia Reus-Casp | 41° 09′ 59″ N, 1° 01′ 21″ E / 41.16647°N,1.02261°E                                                                | bé cultural d'interès local                | Pont de Ferro (les Borges del Camp)     | Modifica les dades a Wikidata |
|        | Torre dels Moros                                   | les Borges del Camp                                                     | torre de defensa                               | Estil: arquitectura popular                             | 41° 09′ 30″ N, 1° 01′ 23″ E / 41.158419°N,1.023053°E                                                              | bé integrant del patrimoni cultural català | Torre dels Moros (les Borges del Camp)  | Modifica les dades a Wikidata |
|        | casa consistorial de les Borges del Camp           | les Borges del Camp                                                     | casa consistorial                              |                                                         | 41° 10′ 19″ N, 1° 01′ 11″ E / 41.1720075°N,1.019658°E                                                             |                                            |                                         | Modifica les dades a Wikidata |
|        | cementiri de les Borges del Camp                   | les Borges del Camp                                                     | cementiri                                      | Estil: arquitectura popular                             | 41° 10′ 39″ N, 1° 01′ 16″ E / 41.177511°N,1.021066°E                                                              | bé cultural d'interès local                | Cementiri de les Borges del Camp        | Modifica les dades a Wikidata |
|        | els Pedrets                                        | les Borges del Camp                                                     | serra                                          |                                                         | 41° 11′ 36″ N, 1° 00′ 57″ E / 41.1933°N,1.01597°E 485.2 msnm                                                      |                                            |                                         | Modifica les dades a Wikidata |
|        | la Creueta                                         | les Borges del Camp                                                     | creu de terme                                  | Estil: arquitectura popular                             | 41° 10′ 14″ N, 1° 01′ 13″ E / 41.170688°N,1.020372°E                                                              | bé integrant del patrimoni cultural català | Creu de terme (les Borges del Camp)     | Modifica les dades a Wikidata |
|        | les Borges del Camp                                | les Borges del Camp                                                     | entitat singular de població capital municipal | 2256 hab                                                | 41° 10′ 20″ N, 1° 01′ 11″ E / 41.172141°N,1.019677°E 240 msnm                                                     |                                            |                                         | Modifica les dades a Wikidata |
|        | lo Molí                                            | les Borges del Camp                                                     | molí d'aigua                                   |                                                         | 41° 10′ 57″ N, 1° 00′ 31″ E / 41.1826133818377°N,1.00850730997372°E                                               |                                            |                                         | Modifica les dades a Wikidata |
|        | riera d'Alforja                                    | Alforja les Borges del Camp Botarell Riudoms Montbrió del Camp Cambrils | curs d'aigua                                   | Desemboca: mar Mediterrània                             | 41° 13′ 15″ N, 0° 55′ 59″ E / 41.220903°N,0.933171°E 41° 03′ 48″ N, 1° 03′ 18″ E / 41.06339°N,1.055061111111111°E |                                            | Riera d'Alforja                         | Modifica les dades a Wikidata |